# Coryphaenoides dossenus
Coryphaenoides dossenus är en fiskart som beskrevs av Mcmillan, 1999. Coryphaenoides dossenus ingår i släktet Coryphaenoides och familjen skolästfiskar. Inga underarter finns listade i Catalogue of Life.